# Dwergmeerkatten
De dwergmeerkatten (Miopithecus) zijn een geslacht van de familie apen van de Oude Wereld (Cercopithecidae). Er worden twee soorten toe gerekend en ze leven in Afrika (Kameroen, Congo-Kinshasa en Angola).

## Taxonomie
- Geslacht: Miopithecus (Dwergmeerkatten) (2 soorten)
  - Soort: Miopithecus ogouensis – Noordelijke dwergmeerkat
  -  Soort: Miopithecus talapoin – Dwergmeerkat

## Kenmerken
De dieren worden ongeveer 32 tot 45 cm lang en wegen tussen de 1,3 kg (mannetjes) en 0,8 kg (vrouwtjes). Het zijn de kleinste apen van de Oude Wereld. Ze zijn overdag actief en leven hoofdzakelijk in bomen, meer bepaald in regenwouden en mangroves. In open vlaktes laten de dieren zich zelden zien. Dwergmeerkatten zijn in staat om te zwemmen, en in het water naar voedsel te zoeken. Ze leven in doorgaans in groepen van 60 tot 100 individuen, al vormen ze intern eerder kleinere groepjes. Het zijn omnivoren die leven van fruit, watervegetatie, insecten, eieren, kleine gewervelden en schaaldieren.